# 杉原弘泰
杉原 弘泰（すぎはら ひろやす、1938年5月18日 - 2020年11月28日）は、日本の検察官。位階は正三位。
石川県出身。

## 人物
石川県立金沢泉丘高等学校を経て、金沢大学法文学部卒業。
法務省保護局長、公安調査庁長官、高松高等検察庁検事長、広島高等検察庁検事長、大阪高等検察庁検事長などを歴任。公安調査庁長官時代はテロ事件を起こしたオウム真理教に対して破壊活動防止法に基づく解散請求（オウム真理教破壊活動防止法問題）を行ったが、公安審査委員会により却下された。
退官後は第一東京弁護士会登録。国士舘大学教授、東京福祉大学特任教授などを歴任。また、王子製紙、イオンクレジットサービス株式会社、北海道銀行、三菱ケミカルホールディングス、北陸電力等の社外監査役を務めた。

## 経歴
- 1963年　検事任官

札幌地検、東京地検、東京高検勤務等を経て
- 1989年　国連アジア極東犯罪防止研修所長
- 1992年　法務省保護局長
- 1995年　公安調査庁長官
- 1997年　高松高等検察庁検事長
- 1999年　広島高等検察庁検事長
- 1999年　大阪高等検察庁検事長
- 2001年　定年退官
- 2020年11月28日、肺癌のため死去[2]。82歳没。死没日をもって正三位に叙される[3]。

## 受章
- 2008年　瑞宝重光章[4]